# Станюковичи
Станюковичи (пол. Stankiewicz) — дворянский род.

## Происхождение и история рода
Отрасль литовского рода Станьковичей, герба Вадвич.
Демьян Степанович Станюкович вступил в русское подданство в 1656 году, при покорении Смоленска; его праправнук Михаил Николаевич (1786—1869) был адмиралом и членом адмиралтейств-совета. Его сын Константин Михайлович (1843—1903) — русский писатель.
Род внесён в VI часть родословной книги Смоленской губернии.

## Описание герба
Справа и слева по дельфину головами вниз.
На щите дворянский коронованный шлем. Нашлемник: пять страусовых перьев.

## Родословие
- Демьян (Дементий) Станькович ум. ок. 1686?
  - Лаврентий Демьянович (1662—?)
    - Андрей Лаврентьевич (1724—?)
      - Николай Андреевич (1759—?)
        - Евграф Николаевич (1785—1811)
        - Михаил Николаевич (1786—1869) — адмирал.
          - Николай Михайлович (1822—1857)
          - Александр Михайлович (1823—1892)
            - Пётр Александрович (1866—?)
              - Кирилл Петрович (1916—1989) — советский учёный-астроном, газодинамик

          - Ольга Михайловна (в зам. Тригони; 1826—1902)
          - Анна Михайловна (в зам. Спицына; 1827—1912)
          - Екатерина Михайловна (1831—1859)
          - Михаил Михайлович (1837—?)
          - Константин Михайлович (1843—1903) — русский писатель-маринист.
          - Елизавета Михайловна (в зам. Клодт; ок.1844—1924)

        - Аристарх Николаевич (1798—?)
        - Василий Николаевич(1803—?)

      - Ефим Андреевич (1767—?)
        - Иван Ефимович (1792—?)
          - Иван Иванович (1818—?)
            - Константин Иванович (1846—?)
              - Владимир Константинович (1874—1939) — искусствовед, литератор, музейный деятель.
                - Николай Владимирович (1898—1977) — поэт, деятель русской эмиграции.
                - Кирилл Владимирович (1911—1986) — геоботаник, писатель-фантаст.
                - Татьяна Владимировна (1916—1991) — этнограф, музейный деятель.

        - Агриппина (Аграфена) Ефимовна в зам. Глинка.